# 42-я армия (СССР)
42-я армия (42 А) — оперативное общевойсковое формирование (объединение, армия) РККА Вооружённых Сил Союза ССР во время Великой Отечественной войны.

## Формирование
Управление 42-й армии сформировано 3 августа 1941 года по директиве Ставки ГК от 15 июля 1941 года на базе 50-го стрелкового корпуса, в составе Ленинградского фронта в Красногвардейске. Первоначально в армию вошли 2-я и 3-я гвардейские дивизии народного ополчения (в сентябре 1941 года переименованы в 85-ю и 44-ю стрелковые дивизии соответственно, 291-я стрелковая дивизия, 51-й корпусной артиллерийский полк, 690-й и 740-й противотанковые артиллерийские полки, Красногвардейский укреплённый район и другие части.

## Боевой путь
В составе действующей армии с 4 августа 1941 года по 28 июля 1944 года и с 10 августа 1944 года по 9 мая 1945 года

### 1941—1944
В течение августа 1941 года формирует рубеж обороны западнее, северо-западнее и юго-западнее Красногвардейска. Уже 19 августа 1941 года авангарды немецких войск (1-я и 8-я танковые дивизии) вступили в бои с войсками Красногвардейского укреплённого района. Окончательно рубеж обороны армии сформировался 21 августа 1941 года, когда немецкие войска были вынуждены приостановить наступление на юго-западных подступах к Красногвардейску и перейти к обороне. Свою роль во временной остановке активного наступления сыграли и войска армии, при этом особенно отличилась 2-я гвардейская дивизия народного ополчения.
Активные боевые действия в полосе армии вновь начались 9 сентября 1941 года. К этому времени войска армии занимали рубеж от Троицкого на юго-восток приблизительно через Сибилево — Скворицы до Красногвардейска, включая последний. С севера на юг позиции занимали 264-й пулемётно-артиллерийский батальон, 3-я гвардейская дивизия ополчения, 277-й, 4-й, 265-й, 276-й пулемётно-артиллерийские батальоны, 2-я гвардейская дивизия народного ополчения, 126-й, 267-й пулемётно-артиллерийские батальоны. На правом фланге позиции армии примыкали к позициям 8-й армии, держащей оборону у Ораниенбаума, на левом, несколько восточнее Красногвардейска — к позициям 55-й армии. Против войск армии были сосредоточены с левого фланга немецкой группировки на правый: 291-я, 58-я и 1-я пехотные дивизии, 36-я моторизованная, 1-я и 6-я танковые дивизии, юго-восточней Красногвардейска действовала подошедшая от Луги полицейская дивизия СС и 269-я пехотная дивизия.
42-я армия на момент начала наступления являлась в большей своей части ополченческой и естественно, бойцам армии не хватало опыта боевых действий; также армия испытывала недостаток в вооружении, боеприпасах, транспорте и средствах связи. Удар закалённых немецких войск уже в первый день принёс результат: 36-я моторизованная дивизия прорвала оборону 3-я гвардейской дивизии ополчения, и к вечеру углубилась в прорыв на расстояние до 10 километров, заняв Дудергофские высоты. Прорыв 36-й моторизованной дивизии был развит введённой в бой 1-й танковой дивизией, которая 10 сентября 1941 года перерезала дорогу Красное Село — Красногвардейск, 11 сентября 1941 года взяла Дудергоф и Лысую Гору, 12 сентября 1941 года вместе с подошедшей 58-й пехотной дивизией выбила остатки 3-я гвардейской дивизии народного ополчения из Красного Села. Между тем, части 42-й армии продолжали упорно оборонять Красногвардейск, несмотря на то, что немецкие войска уже вышли в тыл укреплённому району, угрожая полностью перерезать коммуникации армии и выйти в тыл уже соседней, 55-й армии. 42-я армия оставила Красногвардейск только 13 сентября 1941 года, после напряжённых уличных боёв. Таким образом, остатки армии были вынуждены отходить на новый рубеж обороны, который уже начали занимать пополнения, включаемые в состав 42-й армии. В ночь с 12 на 13 сентября 1941 года части армии заняли Пулковский оборонительный рубеж, проходящий от Стрельны через Константиновку, Финское Койрово,  Верхнее Койрово, Верхнее Кузьмино по реке Кузьминка, Пулково. С 12 по 15 сентября 1941 года армия активно пополняется: в состав дополнительно вошли стрелковая дивизия, дивизия войск НКВД, две ополченческие дивизии, противотанковая артиллерийская бригада, стрелковая бригада, стрелковая бригада ПВО, морская стрелковая бригада и две бригады морской пехоты. В армии даже был уникальный для 1941 года 5-й отдельный отряд собак—истребителей танков.
13—15 сентября 1941 года части армии ведут упорные оборонительные бои, чередуемые с контратаками в районах Кемпелево, Горелово, Финское Койрово, Верхнее Койрово, Нижнее Койрово, Русское Койрово, Пулково, Константиновки, Сосновки, Ново-Паново и Старо-Паново. 15 сентября 1941 года немецкие войска прорвались к Стрельне, отрезав части 10-й и 11-й стрелковых дивизий 42-й армии и придвинувшись вплотную к Ленинграду на правом фланге армии. С 17 по 21 сентября 1941 года армия на своём правом фланге атакует занятый противником Урицк, пытаясь восстановить связь с 8-й армией, однако безуспешно. В остальной полосе армия перешла к обороне. Последнюю попытку прорвать полосу обороны армии противник предпринял 23 сентября 1941 года, на правом фланге армии и в районе Пулковских высот, но части армии смогли отбить наступление. 30 сентября 1941 года армия участвует в операции по овладению Урицком, Сосновой Поляной, посёлком Володарского и выходе к Стрельне, где части армии должны были встретиться с морским десантом, но операция закончилась неудачно.
Рубеж обороны армии к 23 сентября 1941 года стабилизировался. Армия заняла фронт протяжением 16,5 километра от Финского залива до стыка с войсками 55-й армии у церкви Пулково. Передний край его проходил по линии «восточная окраина Урицка, восточная окраина Старо-Паново, Новое Койрово, Камень, юго-западная окраина Пулково». К 1 ноября 1941 года фронт армии расширился на 10,5 километра до пересечения Витебской железной дороги с железнодорожной веткой на Колпино, а затем и далее, до окраины Путролово и достиг в общей сложности 36 километров. Этот рубеж армия обороняла вплоть до января 1944 года. Штаб армии всё это время находился в Ленинграде, по адресам: улица Кутузовская в здании 22-й школы; Московское шоссе, 7а; Благодатный переулок, 15.
В основном в период с сентября 1941 года по январь 1944 года усилия армии были сосредоточены на совершенствовании обороны. Важной частью деятельности армии стали контрбатарейная стрельба по вражеской дальнобойной артиллерии, которая вела обстрел Ленинграда и развитие снайперского движения. В январе 1943 года армия выделила до 50 % своих сил для участия в операции по прорыву блокады.
Наряду с обороной, армия проводит некоторые частные операции с целью улучшения собственного положения, занятия высот и важных укреплённых пунктов.
С 4 по 12 декабря 1941 года (а некоторые подразделения и вплоть до 31 декабря 1942 года) войска 42-й армии наступали в направлении Пушкина, вели бои за населённые пункты Кокколево, Питомник, Ипподром, Верхнее Койрово, Новые Сузи. Наступление не принесло результатов. С 10 по 14 февраля 1942 года ведёт бои за Кокколево и высоту 1,5 близ деревни, высоту удалось взять. На январь 1942 года в армии насчитывалось 22 455 человек, 8 танков и 1111 орудий.
С 20 июля 1942 года армия проводит частную Старо-Пановскую операцию, с задачей атаковать противника на фронте Красносельское шоссе — хутор 750 метров западнее Нового Койрово, уничтожить части противника и овладеть восточной частью Старо-Паново, закрепиться на восточном берегу реки Дудергофка и в дальнейшем наступать на Урицк. Армия, силами 21-й и 85-й стрелковых дивизий, при поддержке танков, артиллерии и авиации, выбила противника из Старо-Паново, продолжив наступление с ожесточёнными боями к 23 июля 1942 года вышла на рубеж "юго-восточная окраина Урицка, перекрёсток шоссейных дорог Красное Село, Горелово — Лигово. Однако 24 июля 1942 года части армии уже были выбиты из Урицка, и 25 июля 1942 года по восточному берегу Дудергофки и в районе станции Лигово. За четыре дня боёв армия потеряла 3859 человек. 30 июля — 31 июля 1942 года вновь наступает на Урицк и вновь безуспешно, потеряв за полтора дня боёв 1001 человека. Со 2 августа 1942 года началось немецкое наступление за утраченные позиции, оно продолжалось до 9 августа 1942 года, в результате чего части 42-й армии были выбиты из Старо-Паново.
Прочие частные операции армии производились ограниченными силами и носили частный характер даже по масштабам самой армии.
За время обороны на Пулковском рубеже с 26 сентября 1941 года по 15 января 1944 года армия отчиталась об убитых в боях 70 500 солдат и офицерах противника, убитых снайперами 30 000, захваченных в плен — 438, захваченных 22 орудиях, 104 пулемётах, 381 автомате, 1 самолёт, 3 складах с боеприпасами.

### 1944
В Ленинградско-Новгородской стратегической наступательной операции армия приняла участие в Красносельско-Ропшинской операции, целью которой являлся разгром 18-й армии и полная деблокада Ленинграда.
Перед армией стояла задача прорыва сильно укреплённой за два с лишним года полосы обороны противника, наступление в общем направлении на Красное Село — Ропшу, где армия должна была соединиться с войсками 2-й ударной армии, наступавшей с Ораниенбаумского плацдарма. Перед операцией 42-я армия была значительно усилена: главной действующей силой армии был 30-й гвардейский стрелковый корпус. Советским войскам противостоял L армейский корпус (126-я, 170-я, 215-я пехотные дивизии). Артиллерия немецкой группировки состояла из 43 артиллерийских дивизионов, из них 12 дивизионов дивизионной артиллерии (сведённые в 125-й, 240-й, 215-й и 11-й артиллерийские полки) и 31 дивизион резерва ОКХ (3 артиллерийских полка, 10 отдельных дивизионов, 1 дивизион артиллерии большой мощности, 2 дивизиона орудий на железнодорожных транспортёрах, 3 дивизиона 182-го зенитно-артиллерийского полка и 6 отдельных зенитных дивизионов. Передний край обороны противника проходил от побережья Финского залива, затем по рубежу восточнее Пишмаша, северо-восточная и восточная окраины Урицка, восточная окраина Старо-Панова, пересекал Лиговский канал, затем проходил северо-западнее Финского Койрово, северная окраина Кискино, севернее и восточнее Верхнего Койрово, восточнее Гонгози, восточнее Венерязи, севернее Туйполово, северная окраина Редкого Кузьмино (с выдвинутым вперёд опорным пунктом в районе развилки Варшавской железной дороги), пересекал в центре Большое Кузьмино, затем занимал развилку Витебской железной дороги и ветки, ведущей на Колпино, затем проходил по северо-восточной окраине Новой, лощине реки Славянка и на восток до реки Попова Ижорка. В главной полосе обороны насчитывалось 13 узлов сопротивления: Урицк, Старо-Паново, Ново-Паново, Финское Койрово, Кокколево, Редкое Кузьмино—Александровка, Большое Кузьмино (Пушкин), станция Детское Село, Новая, совхоз «Пушкинский», посёлок Володарского, Пушкин и Слуцк. Всего в составе узлов сопротивления насчитывалось 34 опорных пункта; кроме того, 8 опорных пунктов были расположены на флангах укреплённой полосы и 2 в глубине. Общая глубина обороны противника достигала 13—15 километров.
В 09:25 15 января 1944 года, на день позднее начала наступления 2-й ударной армии, в полосе главного удара 42-й армии началась артиллерийская подготовка. 2300 орудий, около 100 установок реактивной артиллерии и более 200 орудий Балтийского флота сосредоточили огонь на 17-километровом участке, предназначенном для прорыва в районе Пулковских высот, выпустив в противника около 220 000 снарядов. В 11:00 в наступление перешли три дивизии 30-го гвардейского стрелкового корпуса. Больших успехов в первый день наступления достигнуто не было, к исходу 15 января 1944 года только левофланговая 63-я гвардейская стрелковая дивизия, усиленная двумя танковыми полками, сумела продвинуться на 4—5 километров. 64-я и 45-я гвардейские стрелковые дивизии завязли в мощной обороне немецких войск. Полностью оборону немецких войск удалось прорвать только 17 января 1944 года на 8-километровом участке юго-западнее Пулково, в направлении Красного Села. В прорыв корпуса на его левом фланге были введены ещё две дивизии: 43-я и 72-я. Первая из них, нанеся удар на юг, расширяя зону прорыва, перегруппировалась и продолжила наступление на Ропшу, а вторая, выйдя к селу Александровское южнее Красного Села, повернула на восток и совершила глубокий охват совершила поворот на восток, пройдя через станцию Ижора на Павловск.
Вместе с тем на правом фланге в направлении на Урицк — Стрельну, наступал 109-й стрелковый корпус, однако безуспешно: 109-я стрелковая дивизия в течение трёх дней не смогла прорвать оборону противника. На левом фланге наступления войска 110-го стрелкового корпуса завязали бои за Пушкин. Во фронт на город наступали части 79-го укреплённого района (267-й пулемётно-артиллерийский батальон), а стрелковые дивизии корпуса (56-я и 85-я) совершали охват города с запада: первая наступала непосредственно на город, а вторая совершала глубокий охват, выйдя к Павловску 24 января 1944 года вместе с 72-й стрелковой дивизией, которая вышла южнее города. Немецкие войска с боями (поскольку быстрый отвод войск мог бы означать крушение всего правого фланга обороны) отошли из Пушкина и Павловска и оба города были освобождены 24 января 1944 года.
18 января 1944 года советские войска 30-го гвардейского корпуса подошли к Красному Селу и завязали бои за этот населённый пункт и господствующий опорный пункт Воронья Гора, 19 января 1944 года Красное Село с помощью введённой из резерва 291-й стрелковой дивизии было освобождено. В составе армии была сформирована подвижная группа из 1-й Ленинградской танковой бригады, 220-й танковой бригады, 224-го и 1439-го самоходно-артиллерийских полков и истребительно-противотанкового дивизиона. Подвижная группа устремилась на Ропшу, где вечером 19 января 1944 года соединилась с подвижными передовыми частями 2-й ударной армии в районе Русско-Высоцкое. Однако полноценное кольцо окружения возникло только утром 20 января 1944 года, когда части 43-й стрелковой дивизии соединились со 189-й стрелковой дивизией 2-й ударной армии в районе Ропши. В окружение попали 126-я пехотная дивизия, 9-я авиаполевая дивизия, 530-й дивизион морской артиллерии и некоторые другие части. Однако личный состав немецких частей вышел практически в полном составе, но будучи вынужденным бросить тяжёлое вооружение, снаряжение и технику. По немецким данным в плен попало около 1000 человек, и было потеряно 265 орудий, из них 85 тяжёлые.
Между тем, отход немецких войск на всём фронте начался уже 19 января 1944 года. В полосе действия 42-й армии противник отступал на юг и юго-запад. До 26 января 1944 года, уже будучи в окружении, сводная группа из разрозненных немецких подразделений (остатки 170-й и 11-й пехотных дивизий, 240-го противотанкового дивизиона, армейского штурмового батальона) обороняет Красногвардейск. Но основной удар армии был направлен в сторону от Красногвардейска, на Большой Сабск. В течение 12 дней операции армия углубилась в оборону противника на 75 километров, выйдя на оперативный простор. Преследуя отступающие немецкие войска, 42-я армия к 27 января 1944 года вышла на рубеж реки Луги, где немецкое командование организовало промежуточный рубеж обороны. Красносельско-Ропшинская операция закончилась, однако соединения армии, форсировав реку, развили наступление на Гдов, который был взят войсками 108-го стрелкового корпуса при участии партизанских отрядов 4 февраля 1944 года. Таким образом, 42-я армия к середине февраля 1944 года вышла к восточному берегу Чудского озера на всём его протяжении и Стругам Красным. К концу февраля 1944 года войска армии с боями вышли с севера к внешнему обводу псковско-островского укреплённого района противника (рубеж «Пантера» в районе Ваулинских высот), где натолкнувшись на упорное сопротивление, с ходу преодолеть рубеж не смогли и 12 марта 1944 года перешли к обороне по линии на рубеже деревень Гора, Черняковицы, Бердово, Клишово, Барбаши, в 10—12 километрах от Пскова
В ходе операции армия овладела Красным Селом, Красногвардейском, Пушкином, Павловском, Волосово, Гдовом, Лядами, Осьмино, Полной и более чем 1500 других населённых пунктов, отчитавшись об уничтожении 40 тысяч, взятых в плен 1215 солдат и офицеров противника, захваченной технике.
На 28 марта 1944 года на левом фланге стыкуется с 67-й армией в районе деревни Холстово, на правом — с войсками 2-й ударной армии, ведёт бои на рубеже «Пантера» в районе Пскова.
С 24 апреля 1944 года 42-я армия включена в 3-й Прибалтийский фронт и в его составе принимала участие в Псковско-Островской операции. На первом этапе операции на армию возлагалась задача активной обороны с целью не допустить переброски резервов в полосу южнее наступавшей 67-й армии. Таким образом, части армии перешли в наступление только 22 июля 1944 года, на пять дней позднее прорывавшей оборону южнее Пскова 67-й армии. Оборону в Пскове держали части XXVIII армейского корпуса, который вследствие прорыва обороны южнее Пскова, по приказу оставил город и уже утром 23 июля 1944 года в город, сбивая арьергарды в уличных боях, вошли войска 42-й армии (128-я, 326-я, 376-я стрелковые дивизии, 14-й укреплённый район)

Чудовищное зарево пожара над Плескау придаёт первой ночи отступления фантастический фон. Мост через реку Великая на участке 24-го мотопехотного полка пехотинцам и сапёрам удаётся взорвать лишь в самую последнюю минуту, когда противник уже стоит на берегу.
— В. Хаупт. Группа армий «Север»
После взятия Пскова, 28 июля 1944 года, полевое управление армии с некоторыми армейскими частями выведено в резерв Ставки ВГК в район Порхова и с 10 августа 1944 года включено в состав 2-го Прибалтийского фронта. До конца августа 1944 года армия находилась в резерве. Приняла участие в боях на заключительном этапе Мадонской наступательной операции. К утру 23 августа 1944 года соединения армии сосредоточились на стыке 3-й ударной армии и 10-й гвардейской армии в районе Мадоны, Зелгауски, Бренцени (в 10 километрах западнее Мадоны), Берзауне и в лесах юго-западнее Мадоны. Армия была введена в бой для отражения мощных контратак противника, направленных на восстановление ранее существовавшего положения в районе Эргли — Мадона, несколько дней ведёт тяжёлые оборонительные и встречные бои. К началу сентября 1944 года положение в полосе армии стабилизировалось восточнее Эргли.
Перед началом Рижской наступательной операции перед армией ставилась задача наступления в полосе главного удара в направлении Нитауре с участка восточнее Эргли, преодолеть предполье оборонительной полосы противника, взломать оборонительный рубеж и во взаимодействии с войсками 3-й ударной армии овладеть Нитауре. При этом от армии требовалось силами одного стрелкового корпуса нанести вспомогательный удар на правом фланге, взаимодействуя с войсками 10-й гвардейской армии. С 14 сентября 1944 года армия перешла в наступление, с тяжёлыми боями медленно продвигаясь вперёд, к 25 сентября 1944 года выйдя к оборонительному рубежу «Сигулда» на участке от озера Калу на левом фланге и затем в направлении на Мадлиены, Огре. В течение нескольких дней безуспешно штурмует рубеж, наступая вдоль правого берега Даугавы на Ригу. С 6 октября 1944 года немецкие войска под угрозой окружения начали отвод войск с рубежа «Сигулда», и 42-я армия перешла в наступление, преследуя противника и не давая ему оторваться, ведя бои с отрядами прикрытия. К вечеру того же дня войска армии вышли на рубеж Бирзес, станция Сунтажи, 7 октября к половине дня вышли на восточный берег реки Маза-Югла, передовыми частями форсировав его (48-я стрелковая дивизия). На этом участие армии в Рижской операции закончилось: с 8 октября по 15 октября 1944 года армия перегруппировывалась на левое крыло фронта в район 60 километров юго-западнее Риги и возобновила наступление лишь 16 октября 1944 года, но уже в общем направлении на Либаву на Зварде, Броцены, прорывает тукумский оборонительный рубеж, продвинулась незначительно. С выходом к тукумскому оборонительному рубежу противника, во взаимодействии с другими армиями, 42-я армия приступила к блокаде (а точнее сказать ко многим и безуспешным атакам) группы армий «Север» (с 26 января 1945 года — группа армий «Курляндия») на Курляндском полуострове.
В 20-х числах октября 1944 года армия передала свой рубеж западнее Боне, по восточной окраине Вигеряй, затем на запад до Кесяй и далее по северному берегу реки Венты почти до Мажейкяя 10-й гвардейской армии. С 27 октября 1944 года вновь переходит в наступление в общем направлении на Салдус, продвинувшись к 5 ноября 1944 года на несколько километров. Возобновляет наступление 14 ноября 1944 года, с целью упреждения контрудара противника, несколько продвинувшись. Снова переходит в наступление в направлении на Салдус 21 декабря 1944 года, с тяжелейшими боями сумев продвинуться на 1-3 километра, ведёт безуспешные бои по дальнейшему продвижению до конца года, с 31 декабря 1944 года перейдя к обороне.

### 1945
Штурм позиций Курляндской группировки в том числе и силами армии постоянно возобновлялся. Так, армия участвовала в наступлении 20-28 февраля 1945 года, затем с 17 марта 1945 года, но все попытки были безуспешны, и лишь с окончанием войны курляндская группировка капитулировала.
1 апреля 1945 года включена в состав Ленинградского фронта.
В июне все войска армии были переданы другим соединениям. В июне 1945 года 42-я армия расформирована.

## Командование

### Командующие армией
- генерал-майор Щербаков, Владимир Иванович (с 05.08.1941 по 01.09.1941);
- генерал-лейтенант Иванов, Фёдор Сергеевич (с 01.09.1941 по 15.09.1941);
- генерал-майор Федюнинский, Иван Иванович (с 16.09.1941 по 24.10.1941);
- генерал-майор, с мая 1942 г. генерал-лейтенант Николаев, Иван Фёдорович (с 24.10.1941 по 23.12.1943);
- генерал-полковник Масленников, Иван Иванович (с 23.12.1943 по 14.03.1944);
- генерал-лейтенант Романовский, Владимир Захарович (с 14.03.1944 по 24.03.1944);
- генерал-лейтенант Свиридов, Владимир Петрович (с 24.03.1944 по 07.1945)[10]

### Члены Военного совета армии
- бригадный комиссар Курочкин, Константин Трофимович (с 10.08.1941 по 15.09.1941);
- корпусной комиссар Клементьев, Николай Николаевич (с 16.09.1941 по 04.09.1942);
- бригадный комиссар Галстян, Бениамин Оганесович (с 04.09.1942 по 04.12.1942, погиб);
- генерал-майор Мжаванадзе, Василий Павлович (с 04.12.1942 по 02.06.1944);
- генерал-майор Хмель, Александр Емельянович (с 02.06.1944 по 09.05.1945)

Член Военного Совета (по тыловому обеспечению) — постановление ГКО № 1151 от 14.01.1942
- бригадный комиссар (полковник с 05.12.1942, генерал-майор с 23.11.1943) Панюшкин, Иван Трофимович (с 15.01.1942 по 09.05.1945)

### Начальники штаба армии
- генерал-майор Беляев, Николай Иванович (с 05.08.1941 по 05.09.1941);
- генерал-майор Ларионов, Георгий Андреевич (с 05.09.1941 по 16.09.1941, пропал без вести);
- генерал-майор Березинский, Лев Самойлович (с 16.09.1941 по 28.01.1942);
- генерал-майор Буховец, Георгий Клементьевич (с 28.01.1942 по 15.01.1944 и январь-июнь 1944 г.);
- генерал-майор Тихомиров, Павел Георгиевич (с 15.01.1944 по 29.01.1944);
- генерал-майор Кондратьев, Александр Кондратьевич (с 15.06.1944 по 27.07.1944);
- генерал-майор Крылов, Владимир Алексеевич (с 27.07.1944 по 30.04.1945);
- генерал-майор Рыбко, Эверест Сергеевич (с 30.04.1945 по 09.07.1945)

### Заместитель командующего войсками по инженерным войскам (начальник инженерных войск)
- генерал-майор Кирчевский, Николай Фёдорович (с июня 1941 года по 1943 год);

### Командующий ВВС
- генерал-майор Некрасов, Александр Петрович (c 5 августа 1941 до 5 марта 1942 года)

## Боевой состав
В различное время в состав армии входили:
| Стрелковые соединения и части                                                                                 | Стрелковые соединения и части | Стрелковые соединения и части                  | Стрелковые соединения и части |
| Корпуса | Дивизии | Бригады                                        | Иные части |
| --- | --- | ---------------------------------------------- | --- |
| 23, 30, 43, гвардейские стрелковые, 8, 14, 83, 93, 98, 108, 109, 110, 116, 118, 122, 123, 124, 130 стрелковые | 43, 45, 51, 53, 63, 64, 67 гвардейские стрелковые, 7, 2, 11, 13, 43, 44, 46, 48, 56, 72, 85, 86, 90, 109, 119, 123, 125, 128, 168, 189, 196, 198, 219, 224, 239, 245, 249, 256, 268, 288, 291, 308, 326, 332, 360, 376, 378, 379, 382 стрелковые, 21 дивизия НКВД, 2, 3 гвардейские народного ополчения | 9, 162 стрелковые, 6, 7 бригады морской пехоты | 38 противотанковый батальон, 34, 247, 268, 282, 291, 268, 339 пулемётно-артиллерийские батальоны, 14, 79, 118, Красногвардейский укрепрайоны |

| Артиллерийские дивизии и бригады                                            | Артиллерийские дивизии и бригады | Артиллерийские дивизии и бригады                             | Артиллерийские дивизии и бригады | Артиллерийские дивизии и бригады | Артиллерийские дивизии и бригады |  |
| Дивизии                                                                     | Лёгкие и противотанковые бригады | Гаубичные бригады                                            | Пушечные бригады                 | Миномётные бригады               | Миномётные РС бригады            |  |
| --------------------------------------------------------------------------- | -------------------------------- | ------------------------------------------------------------ | -------------------------------- | -------------------------------- | -------------------------------- |  |
| 6 гвардейская, 18, 23, 27 артиллерийские, 7, 32, 42 зенитные артиллерийские | 14, 48, 65, 69, 78, 79,          | 21 гвардейские, 2, 3, 38, 58, 74, 80, 87, 96, 119, 120, 134, | 5, 51, 76, 87, 141               | 4, 15, 28, 42,                   | 4, 14, 21,                       |  |

| Артиллерийские полки                                                                                                  | Артиллерийские полки          | Артиллерийские полки | Артиллерийские полки                        | Артиллерийские полки                       | Артиллерийские полки                                                     |  |
| Пушечные (в том числе армейские и корпусные)                                                                          | Гаубичные                     | Противотанковые | Миномётные                                  | Миномётные РС                              | Зенитные                                                                 |  |
| --- | ----------------------------- | --- | ------------------------------------------- | ------------------------------------------ | ------------------------------------------------------------------------ |  |
| 12, 14 гвардейские, 5, 28, 47, 51, 73, 129, 260, 311, 561, 704, 1096, 1106, 1157, 1475, 1486, сводный полк 42-й армии | 101, 324, 385, 395, 541, 599, | 311 гвардейский, 1, 2, 3, 4, 5, 690 противотанковые, 289, 304, 384, 509, 596, 705, 760, 884, 1973 истребительно-противотанковые (лёгкие) | 104, 122, 127, 174, 281, 408, 533, 534, 618 | 20, 28, 38, 72, 85, 93, 310, 320, 321, 322 | 465, 474, 602, 620, 631, 632, 709, 714, 729, 970, 1377, 1387, 1393, 1413 |  |

| Артиллерийские дивизионы и иные части | Артиллерийские дивизионы и иные части | Артиллерийские дивизионы и иные части | Артиллерийские дивизионы и иные части | Артиллерийские дивизионы и иные части | Артиллерийские дивизионы и иные части |  |
| Тяжёлые и большой мощности            | Противотанковые                       | Миномётные                            | Миномётные РС                         | Зенитные                              | Иные                                  |  |
| ------------------------------------- | ------------------------------------- | ------------------------------------- | ------------------------------------- | ------------------------------------- | ------------------------------------- |  |
| 52 гвардейский, 3, 409                | 296                                   | 1, 2, 3 батальоны                     | дивизион Ленинградского фронта        | 64 гвардейский, 72, 73, 89, 108, 758  | 783 орадн 27 ад 792 орадн             |  |

| Танковые, механизированные, самоходно-артиллерийские соединения и части | Танковые, механизированные, самоходно-артиллерийские соединения и части | Танковые, механизированные, самоходно-артиллерийские соединения и части | Танковые, механизированные, самоходно-артиллерийские соединения и части | Танковые, механизированные, самоходно-артиллерийские соединения и части                                 |  |
| Корпуса                                                                 | Бригады                                                                 | Полки | Батальоны                                                               | Иные отдельные части                                                                                    |  |
| ----------------------------------------------------------------------- | ----------------------------------------------------------------------- | --- | ----------------------------------------------------------------------- | --- |  |
| не имелось                                                              | 29 гвардейская танковая, 1, 220 танковые                                | 31, 32, 46, 49, 260 гвардейские танковые, 51, 98, 205, 222, 224, 260, 261 танковые, 346 гвардейский самоходный, 750, 768, 1051, 1052, 1294, 1297, 1439, 1503, 1811, 1902 самоходные | 51, 268, 42-й армии танковые, 285 моторизованный                        | 71, 72 дивизионы бронепоездов, 26 бронепоезд, 123 зенитный бронепоезд, 1, 2 автобронетанковые батальоны |  |

| Военно-воздушные силы | Военно-воздушные силы | Военно-воздушные силы | Военно-воздушные силы            | Военно-воздушные силы |  |
| Корпуса               | Дивизии               | Бригады               | Полки                            | Иные отдельные части  |  |
| --------------------- | --------------------- | --------------------- | -------------------------------- | --------------------- |  |
| не имелось            | не имелось            | не имелось            | 914-й смешанный авиационный полк | не имелось            |  |

| Инженерные, сапёрные, понтонно-мостовые и огнемётные части | Инженерные, сапёрные, понтонно-мостовые и огнемётные части | Инженерные, сапёрные, понтонно-мостовые и огнемётные части | Инженерные, сапёрные, понтонно-мостовые и огнемётные части | Инженерные, сапёрные, понтонно-мостовые и огнемётные части |  |
| Бригады                                                    | Инженерные батальоны                                       | Сапёрные батальоны                                         | Понтонно-мостовые батальоны                                | Огнемётные части                                           |  |
| ---------------------------------------------------------- | ---------------------------------------------------------- | ---------------------------------------------------------- | ---------------------------------------------------------- | ---------------------------------------------------------- |  |
| 21 штурмовая, 24                                           | 29, 54, 106, 585,                                          | 29, 447,                                                   | 42, 54, 58, 94                                             | 42                                                         |  |

### Штрафные подразделения армейского подчинения
- 28 отдельная штрафная рота, 09.05.1943 года переформирована в 28 отдельный штрафной батальон Ленинградского фронта, 42 армии
- 30 отдельная штрафная рота 42 армии
- 31 отдельная штрафная рота 67, 3 ударной, 10 гвардейской, 42 армий
- 125 отдельная штрафная рота 42 армии
- 297 отдельная штрафная рота 3 ударной, 42 армий

## Помесячный боевой состав армии
| Помесячный боевой состав армии                                           | Помесячный боевой состав армии                                                                                             | Помесячный боевой состав армии | Помесячный боевой состав армии                                                     | Помесячный боевой состав армии | Помесячный боевой состав армии | Помесячный боевой состав армии |
| Дата (в составе фронта)                                                  | Стрелковые и кавалерийские соединения                                                                                      | Артиллерийские и миномётные соединения | Танковые и механизированные соединения                                             | Авиация                        | Инженерные и сапёрные части    | Огнемётные части               |
| ------------------------------------------------------------------------ | --- | --- | ---------------------------------------------------------------------------------- | ------------------------------ | ------------------------------ | ------------------------------ |
| 01.09.1941 (Ленинградский фронт)                                         | 2, 3 гв. сд НО, Красногвардейский УР                                                                                       | 51 кап, 690 ап ПТО, сводный ап, 704 ап (198 мд) | -                                                                                  | -                              | 42 пмб, 106 миб                | -                              |
| 01.10.1941 (Ленинградский фронт)                                         | 13, 44, 56, 189 сд, 21 сд НКВД, 6, 7 бр. морской пехоты, 268, 282, 291 опаб                                                | 14 арт. бригада ПТО, 28, 47, 51, 73 кап, 101 гап РВГК, 704 ап, 296 оад ПТО, 1, 2, 3 оминб, огв. мд | 51 отб                                                                             | -                              | 42 пмб, 106 миб                | -                              |
| 01.11.1941 (Ленинградский фронт)                                         | 13, 56, 189 сд, 21 сд НКВД, 9 сбр, 6 бр. морской пехоты, 268, 282, 291 опаб                                                | 14 арт. бригада ПТО, 28, 47, 73 кап, 704 ап, 296 оад ПТО, огв. мд (б/н) | 51 отб, 26 отд. бронепоезд                                                         | -                              | 54 оиб, 106 миб, 29 осб        | -                              |
| 01.12.1941 (Ленинградский фронт)                                         | 13, 56, 189 сд, 21 сд НКВД, 247, 291, 292 опаб                                                                             | 14 арт. бригада ПТО, 47, 73 ап и 541 гап РВГК, 1, 2, 3, 4, 5 ап ПТО, отд. гв. мп Ленинградского фронта | 51 отб                                                                             | -                              | 54 оиб, 106 миб, 29 осб        | -                              |
| 01.01.1942 (Ленинградский фронт)                                         | 13, 189 сд, 21 сд НКВД, 247, 291, 292 опаб                                                                                 | 14 абр ПТО, 47, 73 ап, 541 гап, 1, 2, 3, 4, 5 ап ПТО, 3 оадн о/м, 72, 89 озадн | 51 отб                                                                             | -                              | 29, 54, 106 оиб                | -                              |
| 01.02.1942 (Ленинградский фронт)                                         | 13, 189 сд, 21 сд НКВД, 247, 291, 292 опаб                                                                                 | 14 абр ПТО, 541 гап, 47, 73 ап, 1, 2, 3, 4, 5 ап ПТО, 72, 89 озадн | 51 отб                                                                             | -                              | 29, 54, 106 оиб                | -                              |
| 01.03.1942 (Ленинградский фронт)                                         | 13, 85, 189 сд, 21 сд НКВД, 247, 291, 292 опаб                                                                             | 14 абр ПТО (без 94 ап), 541 гап, 47, 73 ап, 1, 2, 3, 4, 5 ап ПТО, 72, 89 озадн | 51 отб                                                                             | -                              | 29, 54, 585 оиб                | -                              |
| 01.04.1942 (Ленинградский фронт)                                         | 13, 85, 189 сд, 21 сд НКВД, 247, 291, 292 опаб                                                                             | 14 абр ПТО (без 94 ап), 14 гв., 73 ап, 541 гап, 1, 2, 3, 4, 5 ап ПТО, 72, 89 озадн | 51 отб                                                                             | -                              | 29, 54, 585 оиб                | -                              |
| 01.05.1942 (Ленинградский фронт Группа войск Ленинградского направления) | 13, 85, 189 сд, 21 сд НКВД, 247, 291, 292 опаб                                                                             | 14 абр ПТО (без 94 ап), 14 гв., 73 аап, 541 гап, 1, 2, 3, 4, 5 ап ПТО, 72, 89 озадн | 51 отб                                                                             | -                              | 29, 54, 585 оиб                | -                              |
| 01.06.1942 (Ленинградский фронт Ленинградская группа войск)              | 13, 85, 189 сд, 21 сд НКВД                                                                                                 | 14 абр ПТО (без 94 ап), 14 гв., 73 аап, 541 гап, 3, 4, 5 ап ПТО, 72, 89 озадн | 51 отб, 2 отд. автобронетанковый батальон                                          | -                              | 29, 54, 585 оиб                | -                              |
| 01.07.1942 (Ленинградский фронт)                                         | 13, 21, 72, 85, 189 сд, 34, 247, 291, 292, 339 опаб                                                                        | 14 гв., 73 аап, 541 гап, 289, 304, 509, 596, 705, 760, 884 лап, 72, 89 озадн | 2 отд.автобронебатальон, 72 одн бронепоездов                                       | -                              | 29, 54, 585 оиб                | -                              |
| 01.08.1942 (Ленинградский фронт)                                         | 13, 72, 85, 189 сд, 21 сд НКВД, 79 УР                                                                                      | 14 гв., 73 аап, 541 гап, 289, 304, 509, 596, 705, 760, 884 иптап, 72, 89 озадн | 1 тбр, 2 отд. автобронебатальон, 72 одн бронепоездов                               | -                              | 29, 54, 585 оиб, 447 осб       | -                              |
| 01.09.1942 (Ленинградский фронт)                                         | 13, 72, 109, 125, 189 сд, 79 УР                                                                                            | 14 гв., 73 аап, 541 гап, 289, 304, 384, 509, 596, 705, 760 иптап, 631 зенап, 72, 89 озадн | 2 отд. автобронебатальон, 72 одн бронепоездов                                      | -                              | 54, 585 оиб                    | -                              |
| 01.10.1942 (Ленинградский фронт)                                         | 13, 85, 109, 125, 189 сд, 79 УР                                                                                            | 14 гв., 73 аап, 541 гап, 289, 304, 384, 509, 596, 705, 760 иптап, 631 зенап, 72 озадн | 1 тбр, 268 отб, отб (б/н), 2 отд. автобронебатальон, 72 одн бронепоездов           | -                              | 54, 585 оиб                    | -                              |
| 01.11.1942 (Ленинградский фронт)                                         | 13, 85, 109, 125, 189 сд, 79 УР                                                                                            | 14 гв., 73, 311 аап, 541 гап, 289, 304, 384, 509, 596, 705, 760 иптап, 127 минп, 631 зенап, 72 озадн | 1 тбр, 268 отб, 1, 2 отд. автобронебатальоны, 72 одн бронепоездов                  | -                              | 54, 585 оиб                    | -                              |
| 01.12.1942 (Ленинградский фронт)                                         | 13, 85, 109, 125, 189 сд, 79 УР                                                                                            | 14 гв., 73, 311 аап, 541 гап, 289, 304, 384, 509, 596, 705, 760 иптап, 127 минп, 631 зенап, 72 озадн | 1 тбр, 31 гв. отп, 1, 2 отд. автобронебатальоны                                    | -                              | 54, 585 оиб                    | -                              |
| 01.01.1943 (Ленинградский фронт)                                         | 85, 109, 125, 189 сд, 79 УР                                                                                                | 14 гв., 73 аап, 289, 304, 384, 509, 705, 760 иптап, 533 минп (ад б/н), 631 зенап, 72 озадн | 1 тбр, 31 гв. отп, 1, 2 оабрб                                                      | 914 сап                        | 54, 585 оиб                    | -                              |
| 01.02.1943 (Ленинградский фронт)                                         | 85, 109, 125 сд, 162 сбр, 79 УР                                                                                            | 14 гв., 73, 1475 аап, 289, 304, 384, 509, 705, 760 иптап, 533 минп, 631 зенап | 1, 2 оабрб                                                                         | 914 сап                        | 54, 585 оиб                    | -                              |
| 01.03.1943 (Ленинградский фронт)                                         | 45 гв., 85, 109, 125 сд, 38 оптб, 79 УР                                                                                    | 14 гв., 73 аап, 304, 384, 509, 705, 760 иптап, 533 аминп, 631 зенап | 2 оабрб                                                                            | 914 сап                        | 54, 585 оиб                    | -                              |
| 01.04.1943 (Ленинградский фронт)                                         | 156, 85, 109, 123, 125 сд, 162 сбр, 38 оптб, 79 УР                                                                         | 14 гв., 73 аап, 1486 пап, 304, 384, 509, 705, 760 иптап, 533 аминп, 631 зенап | 2 оабрб, 72 одн брп                                                                | -                              | 54, 585 оиб                    | -                              |
| 01.05.1943 (Ленинградский фронт)                                         | 56, 85, 109, 125, 189 сд, 79 УР, 38 оптб                                                                                   | 18 ад (65 лабр, 51 пабр, 38 габр, 15 минбр), 14 гв., 73 аап, 1486 пап, 324 гап БМ, 304, 384, 509, 705, 760 иптап, 533, 534 аминп, 320 гв. мп, 631 зенап | 1 тбр, 1439 сап, 2 оабрб, 72 одн брп                                               | -                              | 54, 585 оиб                    | -                              |
| 01.06.1943 (Ленинградский фронт)                                         | 56, 85, 109, 125, 189 сд, 79 УР, 38 оиптб                                                                                  | 18 ад (65 лабр, 51 пабр, 38 габр, 15 минбр), 12 и 14 гв., 73, 1486 пап, 324 гап БМ, 304, 384, 509, 705, 760 иптап, 534 аминп, 533 минп, 320 гв. мп, 7 зенад (465, 474, 602, 632 зенап), 631 ренап, 72 озадн | 1 тбр, 49 гв. отп, 1439 сап, 2 оабрб, 72 одн брп                                   | -                              | 54, 585 оиб                    | -                              |
| 01.07.1943 (Ленинградский фронт)                                         | 56, 85, 109, 125, 189 сд, 79 УР                                                                                            | 18 ад (65 лабр, 51 пабр, 38 габр, 15 минбр), 12 и 14 гв., 73, 1486 пап, 324 гап БМ, 304, 384, 509, 705, 760 иптап, 533, 534 минп, 320 гв. мп, 7 зенад (465, 474, 602, 632 зенап), 631 зенап, 72 озадн | 1 тбр, 49 гв. отп, 1439 сап, 2 оабрб, 72 одн брп                                   | -                              | 54, 585 оиб                    | -                              |
| 01.08.1943 (Ленинградский фронт)                                         | 56, 85, 109, 125, 189 сд, 79 УР                                                                                            | 18 адп (65 лабр, 51 пабр, 58 габр), 12 и 14 гв., 73, 1486 пап, 304, 384, 509, 705, 760 иптап, 409 опадн БМ, 533, 534 минп, 320 гв. мп, 7 зенад (465, 474, 602, 632 зенап), 631 зенап, 72 озадн | 1 тбр, 49 гв. отп, 1439 сап, 2 оабрб, 72 одн брп                                   | -                              | 54, 585 оиб                    | -                              |
| 01.09.1943 (Ленинградский фронт)                                         | 56, 85, 109, 125, 189 сд, 79 УР                                                                                            | 18 адп (65 лабр, 51 пабр, 58 габр), 12 и 14 гв., 73, 1486 пап, 409 опадн БМ, 304, 384, 509, 705, 760 иптап, 533, 534 минп, 320 гв. мп, 7 зенад (465, 474, 602, 632 зенап), 631 зенап, 72 озадн | 1 тбр, 49 гв. отп, 1439 сап, 2 оабрб, 72 одн брп                                   | -                              | 54, 585 оиб                    | -                              |
| 01.10.1943 (Ленинградский фронт)                                         | 56, 85, 109, 125, 189 сд, 79 УР                                                                                            | 18 адп (65 лабр, 58 габр, 3, 80 тгабр, 120 габр БМ, 42 минбр), 1486 пап, 304, 384, 509, 705, 760 иптап, 320 гв. мп, 533, 534 минп, 7 зенад (465, 474, 602, 632 зенап), 631 зенап, 72 озадн | 1 тбр, 1439 сап, 2 оабрб, 72 одн брп                                               | -                              | 54, 585 оиб                    | -                              |
| 01.11.1943 (Ленинградский фронт)                                         | 56, 72, 85, 109, 123, 125, 189 сд, 79 УР                                                                                   | 18 адп (65 лабр, 3, 80 тгабр, 58 габр, 120 габр БМ, 42 минбр), 23 адп (79 лабр, 2, 96 тгабр, 38 габр, 21 гв. габр БМ, 28 минбр), 1157 кап, 1486 пап, 304, 384, 509, 705, 760 иптап, 104, 174, 533, 534 минп, 318, 320, 322 гв. мп, 7 зенад (465, 474, 602, 632 зенап), 631 зенап, 72 озадн                                                                                         | 1 тбр, 49 гв., 222, 260 отп, 1439 сап, 2 оабрб, 72 одн брп                         | -                              | 54, 585 оиб                    | -                              |
| 01.12.1943 (Ленинградский фронт)                                         | 30 гв. ск (45, 63 и 64 гв. сд), 109 ск (72, 109, 125 сд), 110 ск (56, 85, 86 сд), 189 сд, 79 УР                            | 18 адп (65 лабр, 3, 80 тгабр, 58 габр, 120 габр БМ, 42 минбр), 23 адп (79 лабр, 2, 96 тгабр, 38 габр, 21 гв. габр БМ, 28 минбр), 1157 кап, 1106, 1486 пап, 304, 384, 509, 705, 1973 иптап, 52 гв. отпадн, 104, 174, 533, 534 минп, 318, 320 гв. мп, 32 зенад (1377, 1387, 1393, 1413 зенап), 631 зенап, 72 озадн                                                                   | 1, 220 тбр, 31, 46 и 49 гв., 205, 222, 260 отп, 1439 сап, 71, 72 одн брп           | -                              | 54, 585 оиб                    | -                              |
| 01.01.1944 (Ленинградский фронт)                                         | 30 гв. ск (45, 63 и 64 гв. сд), 109 ск (72, 109, 125 сд), 110 ск (56, 85, 86 сд), 189 сд, 79 УР                            | 118 адп (65 лабр, 58 габр, 3, 80 тгабр, 120 габр БМ, 42 минбр), 23 адп (79 лабр, 38 габр, 2, 6 тгабр, 21 гв. габр БМ, 28 минбр), 1157 кап, 1106, 1486 пап, 52 гв. отпадн, 304, 384, 509, 705, 1973 иптап, 104, 174, 533, 534 минп, 20 гв. мп (без 211 д-на), 38, 320 и 321 гв. мп, 7 зенад (465, 474, 602, 632 зенап),32 зенад (1377, 1387, 1393, 1413 зенап), 631 зенап, 72 озадн | 1, 220 тбр, 31, 46 и 49 гв., 205, 260 отп, 1439, 1902 сап, 2 оабрб, 71, 72 одн брп | -                              | 54, 585 оиб                    | -                              |
| 01.02.1944 (Ленинградский фронт)                                         | 108 ск (90, 128, 196 сд), 116 ск (224, 291 сд), 123 ск (46, 86, 168 сд), 79 УР                                             | 23 адп (79 лабр, 38 габр, 2, 96 тгабр, 21 гв. габр БМ, 28 минбр), 129 кап, 260, 1486 пап, 304, 384, 509, 705, 1973 иптап, 52 гв. отпадн, 104, 534 минп, 20, 320 и 321 гв. мп, 7 зенад (465, 474, 602, 632 зенап), 32 зенад (1377, 1387, 1393, 1413 зенап), 631 зенап, 72 озадн | 220 тбр, 31 и 49 гв., 205, 224, 260 отп, 768 сап, 2 оабрб, 71 одн брп              | -                              | 54, 585 оиб                    | -                              |
| 01.03.1944 (Ленинградский фронт)                                         | 98 ск (53 гв., 245, 326 сд), 108 ск (90, 128 сд), 118 ск (85, 376 сд), 123 ск (168, 196, 291 сд), 79 УР                    | 51 пабр, 129 кап, 14 гв., 260, 561, 1486 пап, 599 гап, 304, 384, 705, 1973 иптап, 52 гв. отпадн, 122, 127, 281, 533, 534 минп, 20, 38 и 321 гв. мп, 32 зенад (1377, 1387, 1393, 1413 зенап), 631 зенап, 72, 73, 108 озадн | 220 тбр, 46 и 260 гв., 51, 98, 261 отп, 750, 1294 сап, 1, 2 оабрб                  | -                              | 54, 585 оиб                    | -                              |
| 01.04.1944 (Ленинградский фронт)                                         | 118 ск (128, 245, 376 сд), 14, 79 УР                                                                                       | 51 пабр, 561 пап, 304, 384, 705, 1973 иптап, 52 гв. отпадн, 122, 127, 281 минп, 20 гв. мп, 631, 970 зенап, 72, 108 озадн | 2750, 1294 сап, 1, 2 оабрб                                                         | -                              | 54, 585 оиб                    | -                              |
| 01.05.1944 (3-й Прибалтийский фронт)                                     | 14 ск (128, 378 сд), 118 ск (13, 245, 376 сд), 14 УР                                                                       | 52 гв. опадн БМ, 304, 384, 705, 1973 иптап, 122, 281 минп, 20 гв. мп, 631, 970 зенап, 72, 758 озадн | 2750, 1294 сап, 1, 2 оабрб                                                         | -                              | 585 оиб                        | -                              |
| 01.06.1944 (3-й Прибалтийский фронт)                                     | 14 ск (128, 378, 382 сд), 118 ск (13, 245, 376 сд), 14 УР                                                                  | 5, 1096 пап, 304, 384, 705, 1973 иптап, 52 гв. опадн БМ, 122, 281, 618 минп, 28 гв. мп, 631 зенап, 758 озадн | 123 озенбрп                                                                        | -                              | -                              | -                              |
| 01.07.1944 (3-й Прибалтийский фронт)                                     | 118 ск (245, 376 сд), 128 сд, 14 УР                                                                                        | 141 пабр, 304, 705 иптап, 52 гв. опадн БМ, 122, 281, 618 минп, 28 гв. мп, 631 зенап | 123 озенбрп                                                                        | -                              | -                              | -                              |
| 01.08.1944 (Резерв Ставки ВГК)                                           | - | 122 минп, 631 зенап | -                                                                                  | -                              | -                              | -                              |
| 01.09.1944 (2-й Прибалтийский фронт)                                     | 93 ск (219, 379, 391 сд), 110 ск (2, 168, 268 сд), 124 ск (48, 123, 256 сд)                                                | 141 пабр, 304 иптап, 311 гв. иптап (6 гв. иптабр), 122 минп, 93 и 310 гв. мп, 42 зенад (620, 709, 714, 729 зенап), 631 зенап, 64 гв. озадн | 1297 сап                                                                           | -                              | 24 исбр                        | -                              |
| 01.10.1944 (2-й Прибалтийский фронт)                                     | 110 ск (2, 168, 268 сд), 124 ск (48, 123, 256 сд), 118 УР                                                                  | 6 гв. адп (69 лабр, 134 габр, 87 пабр, 119 габр БМ, 4 минбр), 141 пабр, 385 гап, 304 иптап, 122 минп, 14 гв. мбр, 85 и 310 гв. мп, 42 зенад (620, 709, 714, 729 зенап), 631 зенап, 64 гв. озадн | 29 гв. тбр, 1297 сап                                                               | -                              | 24 исбр                        | -                              |
| 01.11.1944 (2-й Прибалтийский фронт)                                     | 110 ск (48, 168, 268 сд), 123 ск (11, 43, 288 сд), 124 ск (2, 123, 256 сд)                                                 | 141 пабр, 304 иптап, 122 минп, 21 гв. мбр, 310 и 320 гв. мп, 42 зенад (620, 709, 714, 729 зенап), 631 зенап, 64 гв. озадн | 1297, 1811 сап                                                                     | -                              | 24 исбр, 58 пмб                | -                              |
| 01.12.1944 (2-й Прибалтийский фронт)                                     | 110 ск (168, 256, 268 сд), 123 ск (43, 288 сд), 124 ск (11, 48, 123 сд), 2 сд                                              | 141 пабр, 304 иптап, 122 минп, 21 гв. мбр, 310 и 320 гв. мп, 42 зенад (620, 709, 714, 729 зенап), 631 зенап, 64 гв. озадн | 1811 сап, 285 омб «ОСНАЗ»                                                          | -                              | 24 исбр, 58 пмб                | -                              |
| 01.01.1945 (2-й Прибалтийский фронт)                                     | 14 гв. ск (11, 48, 123 сд), 110 ск (256, 268 сд), 123 ск (43, 288 сд)                                                      | 1141 пабр, 304 иптап, 21 гв. мбр, 310 и 320 гв. мп, 122 минп, 42 зенад (620, 709, 714, 729 зенап), 631 зенап, 64 гв. озадн | 1811 сап, 285 омб «ОСНАЗ»                                                          | -                              | 24 исбр, 58 пмб                | -                              |
| 01.02.1945 (2-й Прибалтийский фронт)                                     | 83 ск (11, 119, 360 сд), 110 ск (168, 256, 268 сд), 123 ск (123, 198 сд), 239 сд                                           | 27 ад (74 габр, 76 пабр, 78 лабр), 5 кабр, 141 пабр, 48 иптабр, 304 иптап, 122 минп, 21 гв. мбр, 310 и 320 гв. мп, 42 зенад (620, 709, 714, 729 зенап), 631 зенап | 346 гв. тсап, 1051 сап                                                             | -                              | 24 исбр, 54, 58 мпмб           | -                              |
| 01.03.1945 (2-й Прибалтийский фронт)                                     | 83 ск (119, 198 сд), 110 ск (168, 256, 268 сд)                                                                             | 27 ад (74 габр, 76 пабр, 78 лабр), 5 кабр, 141 пабр, 48 иптабр, 304 иптап, 122 минп, 21 гв. мбр, 310 и 320 гв. мп, 42 зенад (620, 709, 714, 729 зенап), 631 зенап | 346 гв. тсап, 1051 сап                                                             | -                              | 24 исбр, 54, 58 мпмб           | -                              |
| 01.04.1945 (Ленинградский фронт Курляндская группа войск)                | 23 гв. ск (51 и 67 гв. сд), 8 эст. ск (7, 249 эст. сд), 122 ск (56, 85, 332 сд), 130 лат. ск (43 гв., 308 лат. сд), 118 УР | 27 ад (78 лабр, 74 габр, 76 пабр, 783 орадн), 69 лабр (6 гв. адп), 141 пабр, 87 тгабр (6 гв. адп), 395 гап, 304 иптап, 4 минбр (6 гв. адп), 122 минп, 14 гв. мбр, 72, 93 и 310 гв. мп, 42 зенад (620, 709, 714, 729 зенап), 631 зенап | 32 гв. тпп, 1052, 1503 сап                                                         | -                              | 21 мшисбр, 24 исбр, 54 мпмб    | 45 ооб                         |
| 01.05.1945 (Ленинградский фронт Курляндская группа войск)                | 14 гв. ск (11, 288 сд), 122 ск (56, 85 сд), 130 лат. ск (43 гв., 308 лат. сд), 118 УР                                      | 141 пабр, 304 иптап, 122, 408 минп, 72, 310 гв. мп, 42 зенад (620, 709, 714, 729 зенап), 631 зенап, 397 озадн | 1052 сап                                                                           | -                              | 24 исбр, 54 мпмб               |                                |